# Желатин
Желатинът (на френски: gélatine) е прост белтък, получаващ се при хидролизата на колагена от животински кости или хрущяли, варени във вода. Той е лесно разтворим във вода, като получените разтвори имат склонност към сгъстяване в желе. Степента на разтворимост е пропорционална на температурата на водата. Оптимална температура за разтваряне на желатин е от 42 до 60 °C. Не е желателно разтварянето да става при по-висока от 60 °C температура – тогава той губи свойствата си.
Класифициран е като хранителна добавка с номер E441.

## Приложение
Желатинът намира приложение във фотографията, хранително-вкусовата промишленост, в текстилната промишленост, като лепило и др.

## Състав, хранителна стойност и медицинско приложение
Въпреки че желатинът в сухо тегло е на 98 – 99% протеин, той има по-ниска хранителна стойност от много други източници на протеин. Желатинът има особено високо съдържание на заменимите аминокиселини глицин и пролин (т.е. онези, които човешкият организъм може сам да произвежда), докато в него липсват незаменими аминокиселини (т.е. онези, които човешкият организъм не може сам да произвежда). Той не съдържа триптофан, ниско е съдържанието на изолевцин, треонин и метионин. Приблизителният аминокиселинен състав на желатина включва: глицин 21%, пролин 12%, хидроксипролин 12%, глутаминова киселина 10%, аланин 9%, аргинин 8%, аспартамова киселина 6%, лизин 4%, серин 4%, левцин 3%, варин 2%, фенилаланин 2%, треонин 2%, изолевцин 1%, хидроксилизин 1%, метионин и хистидин <1% и тирозин <0,5%. Стойностите варират, особено онези с по-малко съдържание, в зависимост от източника на суровината и технологията на производство.
Желатинът е една от малкото храни, които причиняват обща загуба на протеин, ако се превърнат в изключителна съставка на хранителния режим. През 60-те години на 20 век няколко души умират от недохранване в резултат на популярните по онова време течни протеинови диети.
Въпреки това десетилетия наред желатинът е изтъкван като добър източник на протеин. От своя страна, човешкият организъм произвежда големи количества от протеините, открити в желатина.
Някои руски изследователи изказват следното мнение относно някои пептиди, открити в желатина: „Пептидите на желатина увеличават съпротивителната реакция на стомашните мукозни мембрани към етанол и въздействие на стрес, намалявайки двойно размера на язвата.“
За желатина се твърди също, че осигурава здравината на ставите. Според академично изследване, спонсорирано от производители на желатин, приемането на желатин успокоява ставните болки в колената и подобрява гъвкавостта при спортисти.